# 報告班長5：女兵報到
《報告班長5》是一部1997年台灣電影，敘述1997年大專女兵在成功嶺集訓。

## 主要演員
- 天心 飾演 吳天心
- 李興文 飾演 丁浩
- 龐嘉綾 飾演 龐嘉綾